# Chico Mendes
Francisco Alves Mendes Filho, més conegut com a Chico Mendes   (Xapuri, 15 de desembre de 1944 - Xapuri, 22 de desembre de 1988), va ser un sindicalista brasiler, que va lluitar pels drets dels recol·lectors de cautxú i per la selva amazònica i els pobles indígenes que l'habiten. Va ser assassinat per dos terratinents.

## Biografia
Va néixer el 15 de desembre de 1944, a prop de la localitat de Xapuri, a l'estat d'Acre. Va treballar des de nen com a recol·lector de cautxú (en portuguès, seringueiro). Allà va forjar el seu caràcter combatiu, en defensa dels drets dels treballadors, d'una producció agrícola sostenible, esdevenint una figura clau de la lluita ecologista i laboral de tots els temps.
Per lluitar contra el govern, el moviment sindicalista utilitzava els "empats", accions no-violentes que congregaven un gran nombre de cautxers. Entre 1976 i 1988, van dur a terme més de 40 empats, en els quals van aconseguir salvar 1,2 milions d'hectàrees de bosc tropical. L'any 1985 Mendes va participar en l'organització del Congrés Nacional de cautxers. L'objectiu d'aquesta reunió era trobar mitjans alternatius d'explotació del bosc tropical cuidant la selva amazònica i els seus habitants.

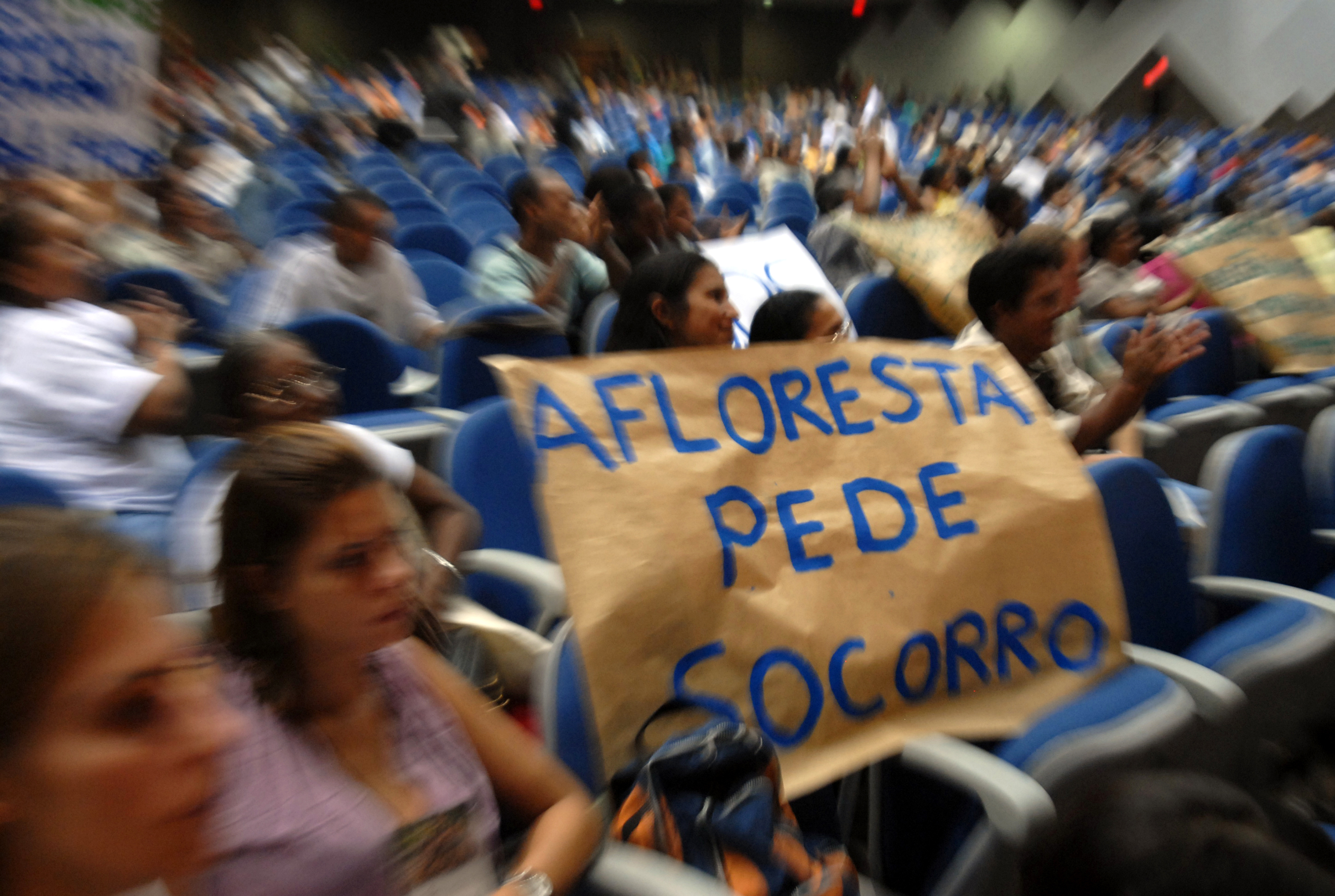
Representants dels pobles de la selva exposant les seves reivindicacions durant el 2º Encontro Nacional, a Brasília, 2007.

Chico Mendes va concórrer dues vegades (1982 i 1986) a les eleccions legislatives de l'Acre, sense èxit. En la segona ocasió, va formar equip amb Marina Silva, qui acabaria sent Ministra de Medi Ambient l'any 2003, en el primer govern de Luiz Inácio Lula da Silva.
Va idear i ajudar a crear les primeres reserves extractivistes del país, on s'apliquen criteris de sostenibilitat en les plantacions i es respectaven els drets dels agricultors. La reserva extractivista Chico Mendes, demarcada la seva localitat natal, té una extensió de gairebé un milió d'hectàrees.

## Assassinat
Chico Mendes fou assassinat davant de casa seva el 22 de desembre de 1988 per Darly Alves da Silva i el seu fill Darci Alves Pereira, dos fazendeiros (ranxers). La seva lluita i els seus esforços per salvar la selva anaven en contra dels interessos dels grans latifundistes i del govern brasiler, que havia començat a construir carreteres que desforestaven el pulmó del planeta.
Després de l'assassinat, més de trenta entitats sindicals, religioses, polítiques, de drets humans i ecologistes van fundar el Comité Chico Mendes per reclamar que el crim no quedés impune. El cas Chico Mendes va despertar per primer cop l'atenció internacional sobre els problemes dels recol·lectors de cautxú. El 1990, els Els Alves foren considerats culpables de l'assassinat i condemnats a 19 anys de presó. El 1993 es van escapar de la presó, però el 1996 tornaren a ser capturats.
A la seva mort, estava casat amb Ilzamar Mendes, amb qui havia tingut dos fills, Elenira i Sandino, que tenien 4 i 2 anys respectivament. A més, havia tingut una altra filla, Ângela, de 19, fruit del seu primer matrimoni.

## Llegat i homenatges
Entre 1987 i 1988, Chico Mendes havia estat premiat pel seu activisme, rebent el Global 500 de l'Organització de les Nacions Unides (ONU), a Anglaterra, i la Medalla del Medi Ambient de la Better World Society, als Estats Units. El 1989, l'organització Tortura Nunca Mais va instituir a Río de Janeiro la Medalla Chico Mendes a la Resistència, en memòria dels morts i desapareguts de la dictadura militar brasilera i a aquelles persones i entitats que destaquen en la lluita per la resistència i la defensa dels drets humans. El govern del Brasil, mitjançant la Llei Federal núm. 10952, de 2004, va incorporar el nom de l'activista al Llibre dels Herois i Heroïnes de la Pàtria, memorial que acull les personalitats que més van fer en defensa dels valors nacionals.
Després de la seva mort, es van crear premis, parcs, instituts i memorials per donar a conèixer el seu llegat i honorar el líder dels recol·lectors de cautxú. El seu llegat ha influenciat en una generació de conservacionistes i legisladors de tot el món. L'organisme brasiler que des de 2007 controla totes les "unitats de conservació" (reserves naturals) del país i controla l'aplicació de mesures de protecció mediambiental fou anomenat Institut Chico Mendes de Conservació de la Biodiversitat (ICMBio).
De la vida de Chico Mendes se n'ha fet un film, The Burning Season, i el llibre Senderos de libertad, de Javier Moro. Protagonitza diverses cançons reivindicatives, entre elles una de Maná (Cuando los ángeles lloran).